# Jorge Orozco (ciclista)
Jorge Orozco (Trujillo), es un ex-ciclista profesional venezolano-colombiano .

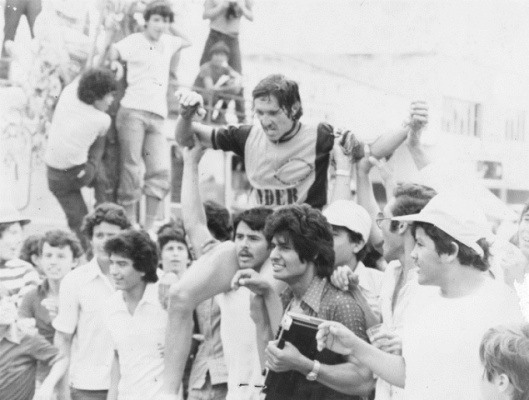
1.º lugar en la vuelta a Trujillo

Ganó la Vuelta Internacional al Estado Trujillo, y fue podio en Vuelta al Táchira, además de estar en otras competiciones nacionales.

## Palmarés
1982
- 1.º en Clasificación General Final Vuelta Internacional al Estado Trujillo  Venezuela

1982
- 2.º en Clasificación General Final Vuelta al Táchira  Venezuela

## Equipos
- 1982  Selección de Trujillo